# Armenruhe

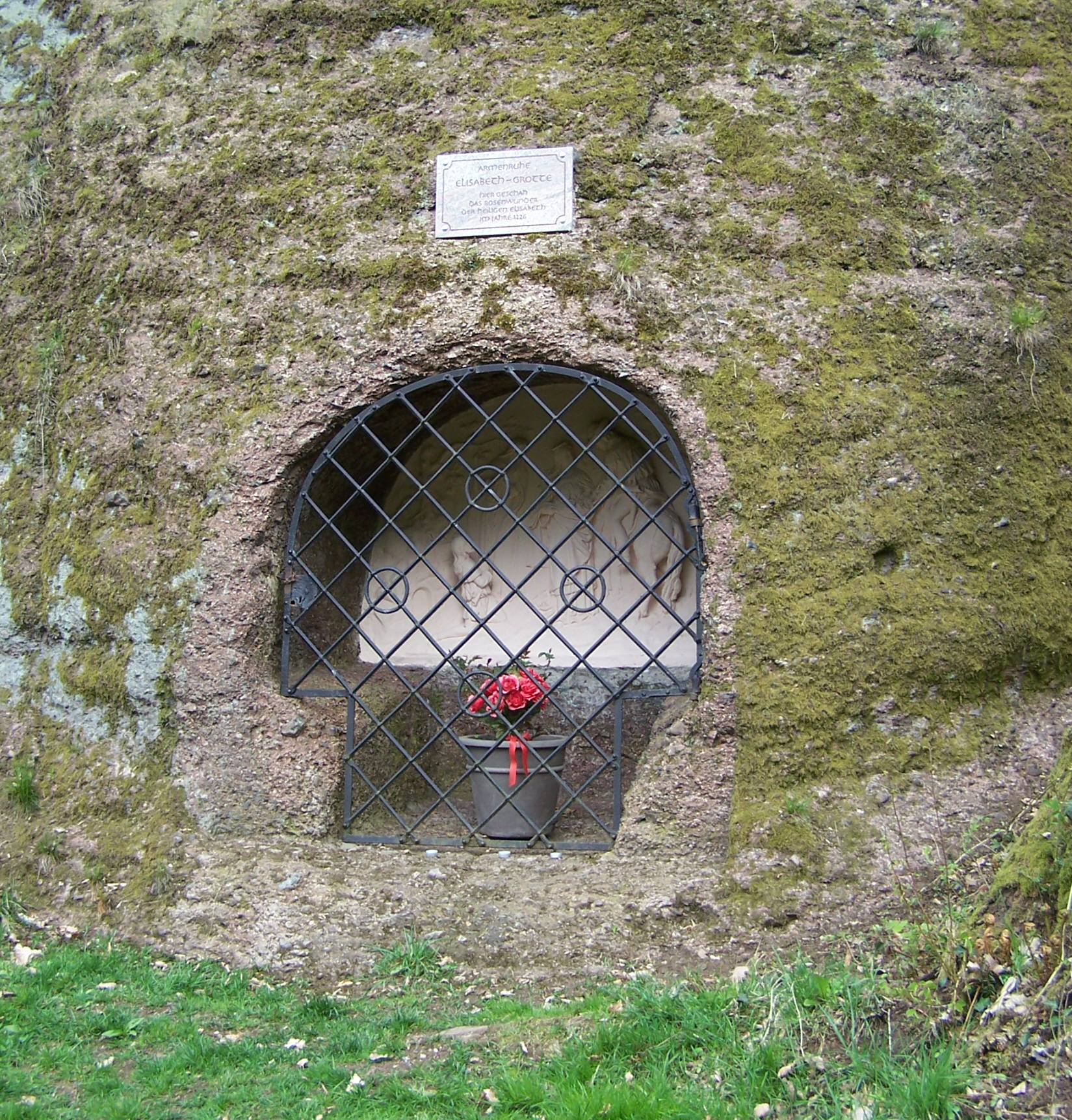
An der Armenruhe (2008)

Die Armenruhe   ist ein zum Ende des 19. Jahrhunderts angelegter Andachtsplatz zur Erinnerung an die heilige Elisabeth von Thüringen.

## Lage
Die Armenruhe befindet sich in der Eisenacher Südstadt auf dem Grundstück Mariental 23. Der Weg zum Andachtsplatz, der sich am Fuß der Felswand befindet, ist im Stadtgebiet mit Zum Rosenwunder ausgeschildert.

## Geschichte
Nach einer der bekanntesten Sagen über das Leben der Heiligen Elisabeth ereignete sich vor den Toren der Stadt Eisenach das sogenannte Rosenwunder.
Der genaue Ort ist nicht mehr bekannt und daher wurde im letzten Drittel des 19. Jahrhunderts, als Eisenach und die Wartburg zu einem beliebten Touristenziel geworden war, von einem Hotelbesitzer ein entsprechender Ort auf seinem Grundstück zum Ort des Rosenwunders bestimmt.
Tatsächlich gab es bereits vor der Reformation in der Umgebung der Stadt mehrere Orte, die mit dem Leben und Wirken der Heiligen in Verbindung gebracht werden können. Es handelt sich dabei um das Franziskaner-Hospital Elisabethplan  mit dem dort befindlichen Elisabethbrunnen. Auch das unmittelbar am Georgentor befindliche Annenspital mit der Annenkirche geht auf die mildtätige Landgräfin zurück.

## Beschreibung
Die Armenruhe ist ein sehr kleines Seitental auf der östlichen Seite des Marientals.
Die hier vorhandene Felswand wurde mit einer kleinen, inzwischen vergitterten Nische versehen, in die eine Bildtafel eingefügt wurde.
Das plastisch ausgebildete Motiv ist dem bekannten Fresko Das Rosenwunder der Heiligen Elisabeth auf der Wartburg nachempfunden.